# Jesus (miesięcznik)
Jesus − włoski miesięcznik katolicki wydawany przez dom wydawniczy Periodici San Paolo.
Miesięcznik został założony w 1977 przez paulistę ks. Antonio Tarzia. Na łamach periodyku publikowane są teksty dotyczące szeroko rozumianej wiary w religiach monoteistycznych. Artykuły dotyczą też dialogu międzyreligijnego i ekumenizmu.